# 義江明子
義江 明子（よしえ あきこ、1948年10月 -  ）は、日本の歴史学者。帝京大学名誉教授。専門は日本古代史・女性史。

## 人物・来歴
大阪府出身。旧姓：浦田。日本古代における氏神の成立過程からウヂの組織原理と変説について研究しているほか女性史研究を展開し、弥生・古墳時代の女性首長から古代の豪族層女性への展開に関して研究を発表している。主にジェンダー的視点から歴史を論述している。夫は日本中世史の義江彰夫。

## 略歴
- 1971年 - 東京教育大学文学部史学科卒業
- 1979年 - 東京都立大学 (1949-2011)大学院人文科学研究科修士課程修了
- 1987年 - 「日本古代の氏の構造」で都立大文学博士。
- 1992年 - 帝京大学文学部助教授
- 2000年 - 帝京大学文学部教授[1]。
- 2017年退任、名誉教授。
- 2018年　『日本古代女帝論』で角川源義賞受賞。

## 著書
- 『日本古代の氏の構造』吉川弘文館、1986年3月。
- 『日本古代の祭祀と女性』吉川弘文館〈古代史研究選書〉、1996年11月。
- 『日本古代系譜様式論』吉川弘文館、2000年10月。
- 『古代女性史への招待…“妹の力”を超えて』吉川弘文館、2004年10月。
- 『つくられた卑弥呼…“女”の創出と国家』〈ちくま新書〉2005年4月。
- 『日本古代女性史論』吉川弘文館、2007年2月。
- 『県犬養橘三千代』吉川弘文館〈人物叢書〉、2009年12月。
- 『古代王権論 神話・歴史感覚・ジェンダー』岩波書店、2011年
- 『天武天皇と持統天皇』吉川弘文館〈日本史リブレット〉、2014年
- 『日本古代女帝論』塙書房、2017年
- 『推古天皇　遺命に従うのみ群言を待つべからず』ミネルヴァ書房〈ミネルヴァ日本評伝選〉、2020年
- 『女帝の古代王権史』ちくま新書、2021

### 共編
- 金子幸子、黒田弘子、菅野則子、義江明子 編『日本女性史大辞典』吉川弘文館、2008年1月10日。ISBN 978-4642014403。
- 『思想と文化』竹村和子共編、明石書店・ジェンダー史叢書 2010年

## 論文
- <義江明子